# جوي تايلور
جوي أليسون تايلور (بالإنجليزية: Joy Taylor)‏ (ولدت 17 يناير 1987) هي مقدمة برامج إذاعية أمريكية ومضيفة تلفزيونية لقناة «فوكس سبورتس 1» (Fox Sports 1)، تعد تايلور حاليًا مذيعة الأخبار على قناة «فوكس سبورتس 1» في برنامج «ذا هيرد مع كولين كوايرد» (The Herd with Colin Cowherd)، وكانت سابقًا مديرة استوديو عرض برنامج «سكيب وشانون: أن ديسبيوت» (Skip and Shannon: Undisputed) مع المعلقين سكيب بايليس وشانون شارب في قناة «فوكس سبورتس 1».

## النشأة
التحقت تايلور بجامعة باري، حيث حصلت على بكالوريوس الآداب في الاتصالات الإذاعية في عام 2009، وكانت تايلور مضيفة البرنامج الإذاعي «ذا نويز» (The Noise)، وعملت مديرة للمدرسة الأم للمحطة الإذاعية «وبري 1640 إيه إم» (WBRY1640 AM) أثناء الإنتهاء من شهادتها.

## الحياة الوظيفية
عملت تايلور في السابق لمدة ثلاث سنوات في «790 إيه إم ذا تيكت» (790AM The Ticket) في ميامي، حيث كانت في البداية منتجة تنفيذية ، ثم أصبحت في نهاية المطاف مضيفة مشاركة في البرنامج الرياضي الصباحي الإذاعي الأعلى في المحطة، برنامج زاسلو وجوي (Zaslow and Joy Show)، كما عملت تايلور مضيفة لبرنامج «فانتزي فوتبول توداي أند ثارزداي نايت» (Fantasy Football Today and Thursday Night) مباشر على موقع «سي بي أس سبورتس» (CBS Sports)، أنضمت تايلور إلى «فوكس سبورتس» في مارس 2016، لاعبةً ضارب الكرة في العديد من أدوار «فوكس سبورتس» المختلفة، بما في ذلك ملء مكان لكريستين ليهي على«ذا هيرد مع كولين كوايرد»، في 15 أغسطس 2016 ، أعلنت قناة أن تايلور سوف تكون مديرة المناقشة الرياضية المقبلة «سكيب وشانون: أن ديسبيوت» مع المعلقين سكيب بايلس وشانون شارب، المحلل الرياضي السابق للدوري الوطني لكرة القدم الأمريكية (NFL) والسابق «لسي بي أس سبورتس»، كما أنها استضافت «ذا هونج» (The Hong) مباشر على الفيس بوك وبدوكاست لها «ميبي أييام كريزي» (Maybe I’m Crazy)، في عام 2018، أعلنت قناة «فوكس» أنه اعتبارًا من 18 يونيو ، ستنتقل تايلور من «أن ديسبيوت» إلى «ذا هيرد مع كولين كوايرد»، وبُثَ أيضًا على قناة «فوكس سبورتس» جنبًا إلى جنب مع إذاعة «فوكس سبورتس».

## الحياة الشخصية
إن شقيق تايلور هو مدافع سابق في كرة قدم الأمريكية جيسون تايلور الذي لعب 15 مواسم في الدوري الوطني لكرة القدم الأمريكية، وصُوت عليه في قاعة مشاهير محترفي كرة القدم في 2017.
في سبتمبر 2018، أُعلن أن تايلور خًطبت للاعب الهجوم الخلفي السابق الرابطة الوطنية لكرة السلة «إن بي إيه» (NBA) والمدرب الرئيسي إيرل واتسون، ولكن انفصل الزوجان في نوفمبر 2019.